# Beaver Lake (sjö i Antarktis)
Beaver Lake är en sjö i Antarktis. Den ligger i Östantarktis. Australien gör anspråk på området. Beaver Lake ligger 162 meter över havet.